# Coup de pied circulaire
 (septembre 2009).
Si vous disposez d'ouvrages ou d'articles de référence ou si vous connaissez des sites web de qualité traitant du thème abordé ici, merci de compléter l'article en donnant les références utiles à sa vérifiabilité et en les liant à la section « Notes et références ».
Le  coup de pied circulaire est une technique de percussion avec le membre inférieur fait dans un mouvement curviligne de l’extérieur vers l’intérieur du corps. Il atteint le plus souvent les cibles latérales.

## Description
Selon l’ampleur du mouvement, et la technique utilisée, les hanches peuvent être de face ou de profil lors de l’impact du coup. Différentes composantes du mouvement peuvent différer : 1/ fouet du genou, 2/ mobilité de l’articulation de la hanche, 3/ force de rotation du bassin et, bien sûr, la combinaison de ces différentes actions. L'impact peut être percutant (rebondissant) ou pénétrant (enfonçant ou défonçant).
Le coup est porté avec le dessus du pied (coup de pied), le « bol » du pied (dessous des orteils, cheville fléchie), le tibia ou, plus rarement, les orteils tendus (le pied tendu dans le prolongement du tibia, notamment dans les pratiques en chaussures).
En langue anglaise : il est le plus souvent nommé roundhouse kick voire round kick. Dans certaines boxes pieds-poings et arts martiaux on utilise des abréviations (raccourcis) pour indiquer la hauteur de coup : "coup de pied bas" (low kick - coup en ligne basse), "middle kick" (coup en ligne moyenne) et "high kick" (coup en ligne haute).

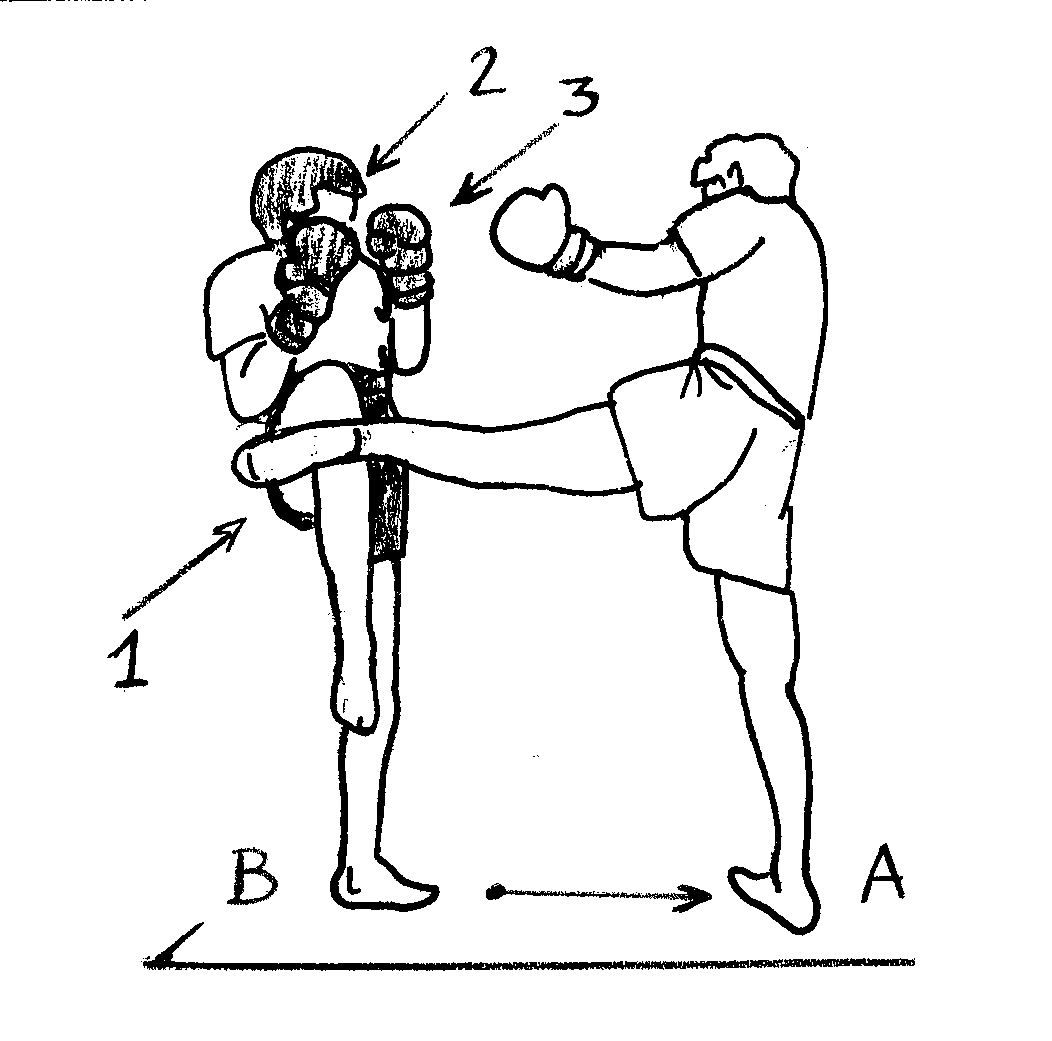
Coup de pied circulaire en ligne médiane
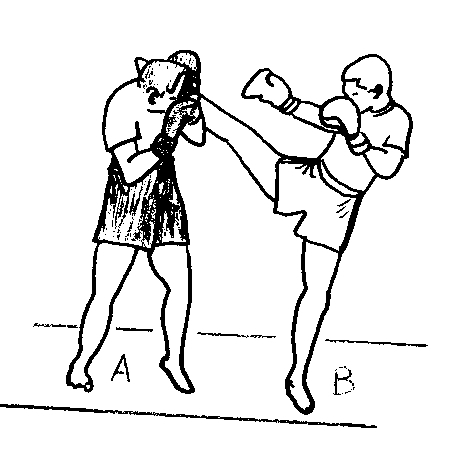
Coup de pied circulaire en ligne haute

## Principales formes de coup
La trajectoire du coup, décrit un arc de cercle dans un plan généralement proche de l’horizontale pour atteindre un adversaire qui se présente très souvent de trois-quarts de face. Les cibles visées sont en général les parties vitales, fragiles et molles de l’organisme : la tête, les parties molles du bras, les flancs, les cuisses, les mollets et le pied pour les coups de pied circulaire dit de balayages. La trajectoire est plutôt horizontale pour les coups en ligne moyenne, montante pour les coups en ligne haute et descendante pour la ligne basse Ainsi, le coup de pied semi-circulaire peut lui ressembler dans son exécution.
Suivant le type de pratique, la discipline martiale et la réglementation sportive (self-défense, close combat, art martial, sport de combat) coexistent variées manières de faire. Les principales formes d’exécution sont les suivantes : 
- 1/ Le coup de pied circulaire de forme dite « fouettée ». Cette façon utilise principe du fouet du genou et dans ce cas la coup est dite « rebondissante » (la plupart du temps). La trajectoire est plutôt horizontale.
- 2/ Le coup de pied circulaire de forme dite de jambe « lancée tendue » (ou « balancée » vers l’intérieur du corps). Cette façon utilise deux mouvements, 1/ action de la hanche (circumduction), 2/ flexion de la cuisse sur le tronc, 3/ ou la combinaison des deux manières précédentes.
- 3/ Le coup de pied circulaire de forme dite « en tourniquet ». Le coup est donné avec la rotation de l’ensemble du corps : appui, hanches et épaules. Cette façon est dite « pénétrante » (ou « défonçante ») car l’ensemble du corps est entraîné dans un effet de rotation complète amenant le pratiquant à réaliser un tour sur lui-même pendant un coup raté.
- Les manières ci-dessus peuvent être combinées entre eux.

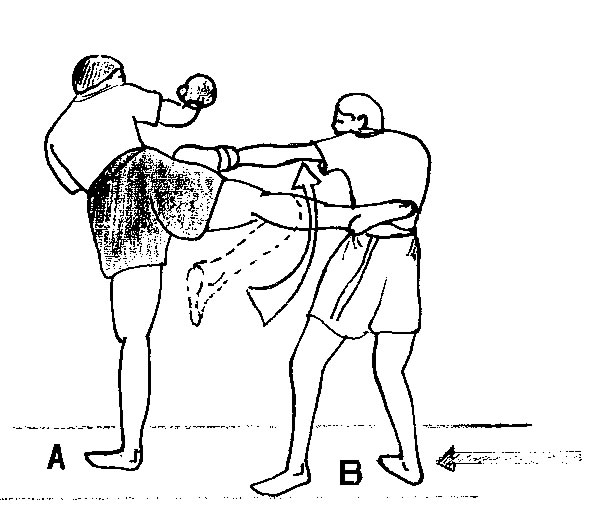
1/ Forme de type « fouet »
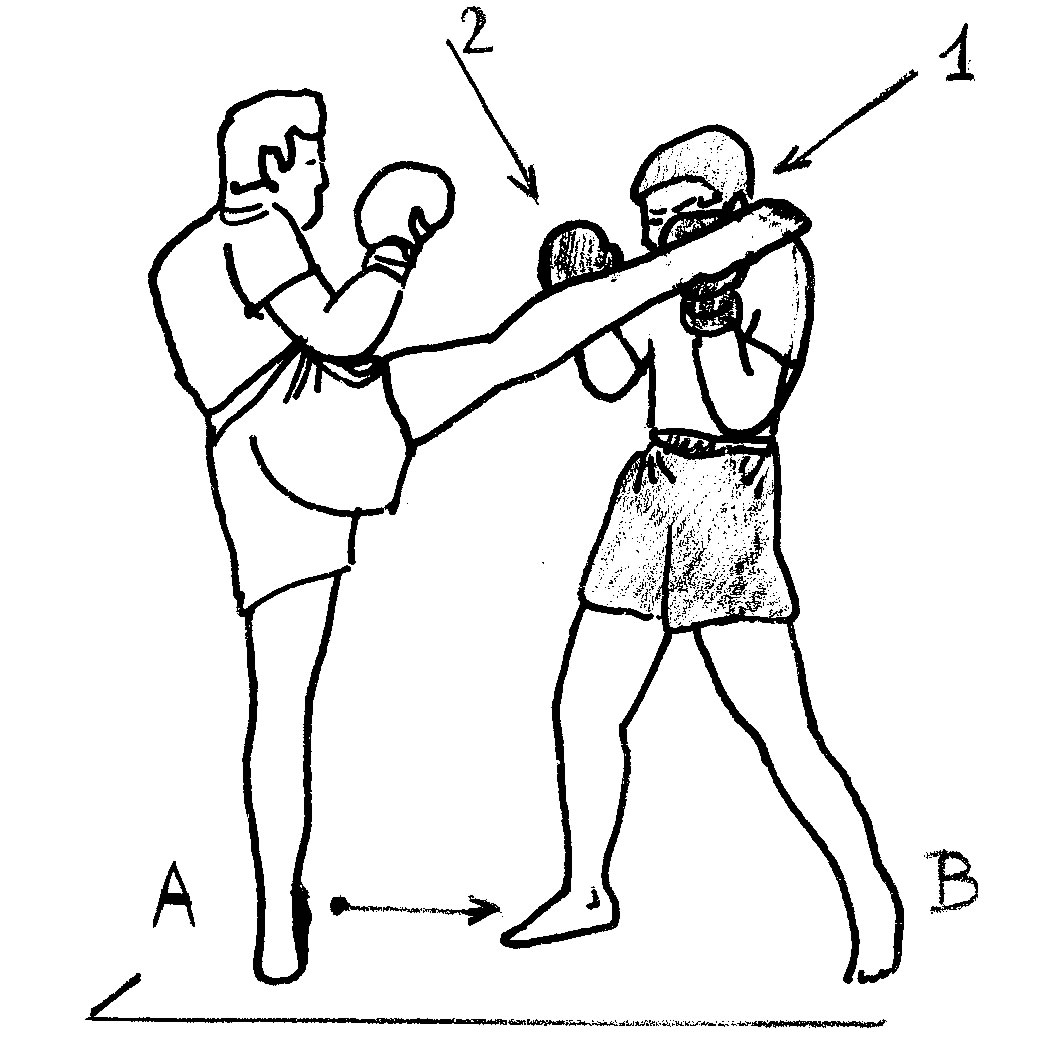
2/ Forme de type « balancé »
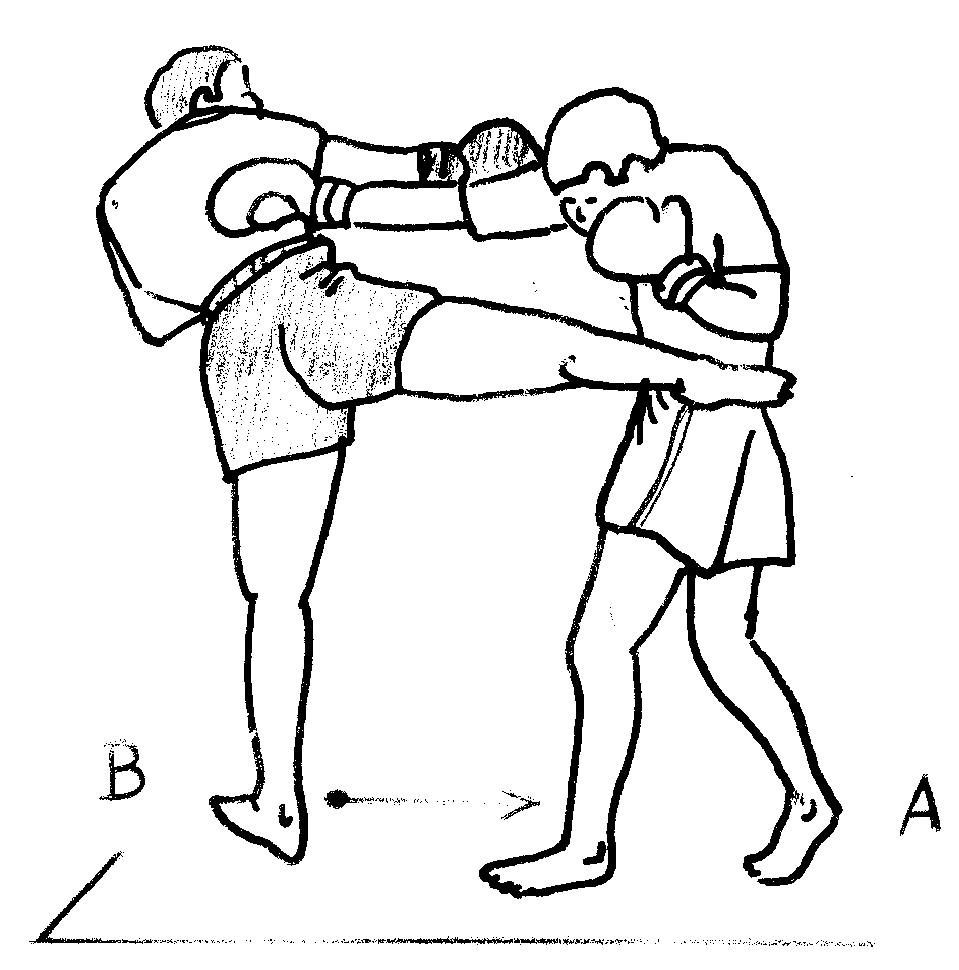
3/ Forme de type «tourniquet »